# David R. Godine (editură)
David R. Godine, Publisher este o editură americană de carte, fondată în 1970 la Boston, Massachusetts.

## Istoric
Fondatorul companiei, David R. Godine, a fost un absolvent al Roxbury Latin School, al Dartmouth College (promoția 1966) și al Harvard Graduate School of Education care a lucrat pentru artistul grafic Leonard Baskin și pentru tipograful Harold McGrath, dar care nu avea nici o experiență editorială atunci când a deschis o tipografie în 1970 într-un hambar din Brookline, Massachusetts.
În anul 1975 compania a decis să se concentreze în întregime pe activitatea de publicare. Primele liste de cărți au stabilit orientarea editurii și s-au concentrat în primul rând pe ficțiune (în special scrieri traduse), biografie, fotografie, istoria tiparului și artelor grafice, și cărți pentru copii. În următorii treizeci de ani au fost înființate mai multe colecții. Colecția Nonpareil Books, care numără acum peste 100 de titluri, conține cărți mai vechi care au fost ulterior uitate; aici au apărut cărți ale unor scriitori celebri cum ar fi Donald Hall, William Maxwell, Francis Steegmuller, George Orwell, Laurie Lee, Will Cuppy, Flora Thompson și Gerald Durrell. Colecția Verba Mundi se concentrează pe traduceri de ficțiune străină și conține cărți scrise de Dino Buzzati, Robert Musil, Georges Perec, J.M.G. Le Clézio și Patrick Modiano. Colecția Imago Mundi de cărți ilustrate fin tipărite, în principal fotografie, a promovat activitatea unor artiști ca Paul Caponigro, George Tice, Angus McBean și Jean Cocteau. 
Atât editura, cât și autorii ei au câștigat premii de-a lungul anilor, inclusiv Premiul W.A. Dwiggins în 1984, Premiul Literar al Boston Globe în 1987 și primul premiu anual al librarilor din New England în 1989. Doi autori publicați de Godine au obținut Premiul Nobel pentru Literatură: J.M.G. Le Clézio (în 2008) și Patrick Modiano (2014). Cartea The Prospector a lui Le Clézio a fost prima carte care a apărut sub marca Verba Mundi în 1993. Godine a publicat romanul Désert al lui Le Clézio în primăvara anului 2009 și a lansat, de asemenea, în 2013 o traducere a eseului autobiografic The African al lui Le Clézio.